# Legau
Legau település Németországban, azon belül Bajorországban. Lakosainak száma 3389 fő (2023. december 31.).

## Népesség
A település népessége az elmúlt években az alábbi módon változott:
| Lakosok száma | 1767 | 3073 | 2558 | 2894 | 3170 | 3111 | 3203 | 3189 | 3366 | 3389 |
|               | 1875 | 1950 | 1975 | 1987 | 2012 | 2014 | 2016 | 2017 | 2021 | 2023 |